# NGC 3949
NGC 3949 is een spiraalvormig sterrenstelsel in het sterrenbeeld Grote Beer. Het hemelobject werd op 5 februari 1788 ontdekt door de Duits-Britse astronoom William Herschel.

## Synoniemen
- UGC 6869
- MCG 8-22-29
- ZWG 243.25
- IRAS11510+4808
- PGC 37290